# 四大名剧
四大名剧，分别為元朝王实甫的《西厢记》，明朝汤显祖的《牡丹亭》，清朝孔尚任的《桃花扇》以及洪昇的《长生殿》。此四剧体现了古典戏曲传奇的最高成就，故常常并列称之。